# Agnes Bolsø
Agnes Bolsø  (4 de junio de 1953) es una socióloga noruega y activista de género, ha realizado particularmente estudios de sexualidad. Es Profesora Emérita de Sociología en la Universidad Noruega de Ciencia y Tecnología (NTNU).

## Trayectoria
Agnes Bolsø es licenciada  y doctora en Sociología por la Universidad Noruega de Ciencia y Tecnología (NTNU)
Agnes Bolsø ha sido profesora de Sociología en la Universidad Noruega de Ciencia y Tecnología conocida por su acrónimo noruego NTNU desde 1994, y se convirtió en Profesora Asociada en 2001  y fue directora de su Centro de Estudios de Género  de esta universidad desde 2005 a 2007, también fue investigadora en el Centro de Investigación Rural de 1987 a 1994
Ha sido editora de Tidsskrift  la revista noruega de estudios de género (kjønnsforskning) de 2009 a 2011.
Ha sido profesora visitante en diferentes universidades como la Universidad de Minneapolis, la Universidad de York, la Universidad de Londres y la Universidad de Nueva Gales del Sur. 
También es comentarista habitual sobre cuestiones de género en los medios de comunicación noruegos y ha sido columnista de opinión para el diario Klassekampen y otras publicaciones.
Agnes Bolsø ganó atención internacional a raíz de su aparición en la serie documental de divulgación científica noruega del año 2010 Hjernevask, en la que se trataron sus teorías contra los datos de la investigación biológica.

## Publicaciones
Algunas de sus publicaciones seleccionadas:
- Folk flest er skeive. Queer teori og politikk (en noruego), Oslo: Manifest, 2010, ISBN 9788292866252.
- ‘La Política de Especificidad Lesbiana', Revista de Homosexualidad, nr1 / 2 vol 54, s49-67 (2008).
- ‘Identitet og homopolitikk etter queer', Tidsskrift para kjønnsforskning (4) s. 50-70 (2007)
- 'Aproximaciones a penetración @– diferencia teórica en practica', Sexualidades vol 10 (5) s559-581 (2007)
- 'Orgasmer, lesbiske og kjønnsmakt', en Un. Ohnstad og K. Malterud (ed) Lesbiske og homofile i møte med helse- og sosialtenesta, s41-61. Oslo, Samlaget (2006).
- 'Orgasmo y lesbiana sociality', Educación de Sexo, vol 5, núm. 1, febrero, pp. 29@–48 (2005).
- 'Jorun Solheim og Judith Butler - en refleksjon sobre åpne kropper og det falliske'. Tidsskrift Para kjønnsforskning, nr. 4 (2005).
- Esalg av seksuelle tjenester mellom kvinner', Kvinneforskning, nr 1, s43-61 (2004).
- 'Pornografi og feministisk kritikk'. Kvinneforskning, nr. 1, 26-31 (2003).
- 'Orgasme og lesbisk sosialitet', Sosiologi i dag, vol. 33, nr 1, s37-63 (2003).
- Poder en el Erotic: Feminismo y Práctica Lesbiana, disertación, NTNU, 2002
- 'Cuando las mujeres toman: Lesbianas reworking Conceptos de Sexualidad', Sexualidades, vol 4(4), p455-473 (2001).
- Soyaskulinitet i erotisk derrame mellom kvinner', Kvinneforskning, nr 3-4, s88-105 (2000).
- 'Bygdesamfunnet', i R. Almås (Rojo), Arbeidsmiljøet i landbruket, s27-31, Oslo, Landbruksforlaget (1993).
- En søkende arbeider? Om ferieavløserne i jordbruket. Universidad de Trondheim (1981).